# Makainé Császár Margit
Makainé Császár Margit (Dabronc, 1931. január 10. – Budapest, 2003. március 21.) magyar meteorológus.

## Tanulmányok
Édesapja asztalosmester volt, aki méhészkedéssel is foglalkozott, és rendszeresen feljegyezte a méhek életét befolyásoló időjárási jelenségeket. Császár Margit a sümegi polgári iskolában már 1944-ben észlelő volt az OMFI csapadékmérő állomásán. Az ELTE meteorológus szakán 1950–54 között szerzett meteorológus diplomát.

## Munkahelyek
A diploma megszerzése után az OMI-ban helyezkedett el, 1955. szeptemberig az Aerológiai Obszervatóriumban rádiószondázott.
A következő évet már a ferihegyi repülőtéren töltötte a szinoptikus szolgálatban, 1956 nyarán a siófoki viharjelzésben is dolgozott, még a MAC-telepen.
1956. novembertől 1959. novemberig az OMI Prognózis Osztályán volt szinoptikus.
1959. novembertől az ELTE Meteorológiai Tanszékére került tanársegédi beosztásban.

## Tudományos pálya
Ettől az időtől nyugállományba vonulásáig oktatással foglalkozott, adjunktusi, majd docensi kinevezéssel. Az oktatás mellett rendszeres kutatómunkát is végzett, kutatási területét a földközi-tengeri ciklogenezis, gravitációs-nyírási hullámok, energiaátalakulások a légkörben, a hideglevegő-párna stagnálása a Kárpát-medencében témakörök jelentették. Egyetemi diplomamunkáját is a szinoptikus meteorológia területéről választotta Vertikális áramlási mezők egymásra helyezése címmel (1954). Egyetemi doktori disszertációjának témája, melyet 1963-ban védett meg: Ciklonképződés az Alpok lee-oldalán. Az 1976-ban megvédett kandidátusi értekezését Energiaátalakulás a légkörben címmel állította össze. Oktatómunkája során négy egyetemi jegyzetet és több mint 50 tudományos publikációt jelentetett meg, a tanszéken belül szinoptikus meteorológiai laboratóriumot hozott létre, ahol a hallgatók gyakorolhatták az időjárás-előrejelzés aktuális munkálatait.
Az MMT-nek aktív tagja volt, a Társaság választmányában eredményes munkát fejtett ki. A Társaság 1982-ben Steiner Lajos-emlékéremmel tüntette ki, a környezetvédelmi miniszter Pro Meteorologia emlékplakettet adományozott számára (1997). Nyugdíjasként is aktívan részt vett a szakmai közéletben.

## Családja
Férje (1953-tól) Makai László (1929–1991). Gyermekei: László (1955), Tamás (1958), Margit (1967).